# Qingnian Gongyuan
Qingnian Gongyuan (kinesiska: 青年公园街道, 青年公) är en socken i Kina. Den ligger i provinsen Shandong, i den östra delen av landet, nära eller i provinshuvudstaden Jinan. Antalet invånare är 24 733. Befolkningen består av 12 115 kvinnor och 12 618 män. Barn under 15 år utgör 6,0 %, vuxna 15-64 år 84 %, och äldre över 65 år 8,0 %.
Genomsnittlig årsnederbörd är 841 millimeter. Den regnigaste månaden är juli, med i genomsnitt 315 mm nederbörd, och den torraste är januari, med 6 mm nederbörd.